# تنوم مطوي
التُّنوم المطوي ويسمى أيضاً رَيْنْ ونُكْد والزريق والزريج هو نوع نباتي حولي صيفي يتبع جنس التنوم. يتواجد في أخاديد مياه الأمطار.

## وصف النبات
للنبات قاعدة خشبية وسوق قائمة متفرعة إلى أعلى. ويتراوح طول التنوم من 50 إلى 80 سنتيمتر. وأوراقه معنقة بيضاوية. وفي قاعدة كل ورقة هناك غدتان تحويان على عصير حلو المذاق يجذب إليه النحل. ويحتوي جذر التنوم على عصير أزرق نيلي. وتظهر الأزهار في شهري مايو ويونيو. يتأثر التنوم بانخفاض درجة الحرارة فيموت عند دخول موجات البرد الأولى.[بحاجة لدقة أكثر]

## الموئل والانتشار
ينتشر في بلاد الشام ومصر والعراق والجزيرة العربية.

## مرادفات للاسم العلمي
- (باللاتينية: Croton plicatus)
- (باللاتينية: Chrozophora obliqua)